# Jamiołki-Godzieby
Jamiołki-Godzieby is een plaats in het Poolse district  Wysokomazowiecki, woiwodschap Podlachië. De plaats maakt deel uit van de gemeente Sokoły en telt 50 inwoners.